# زنگ مدرسه

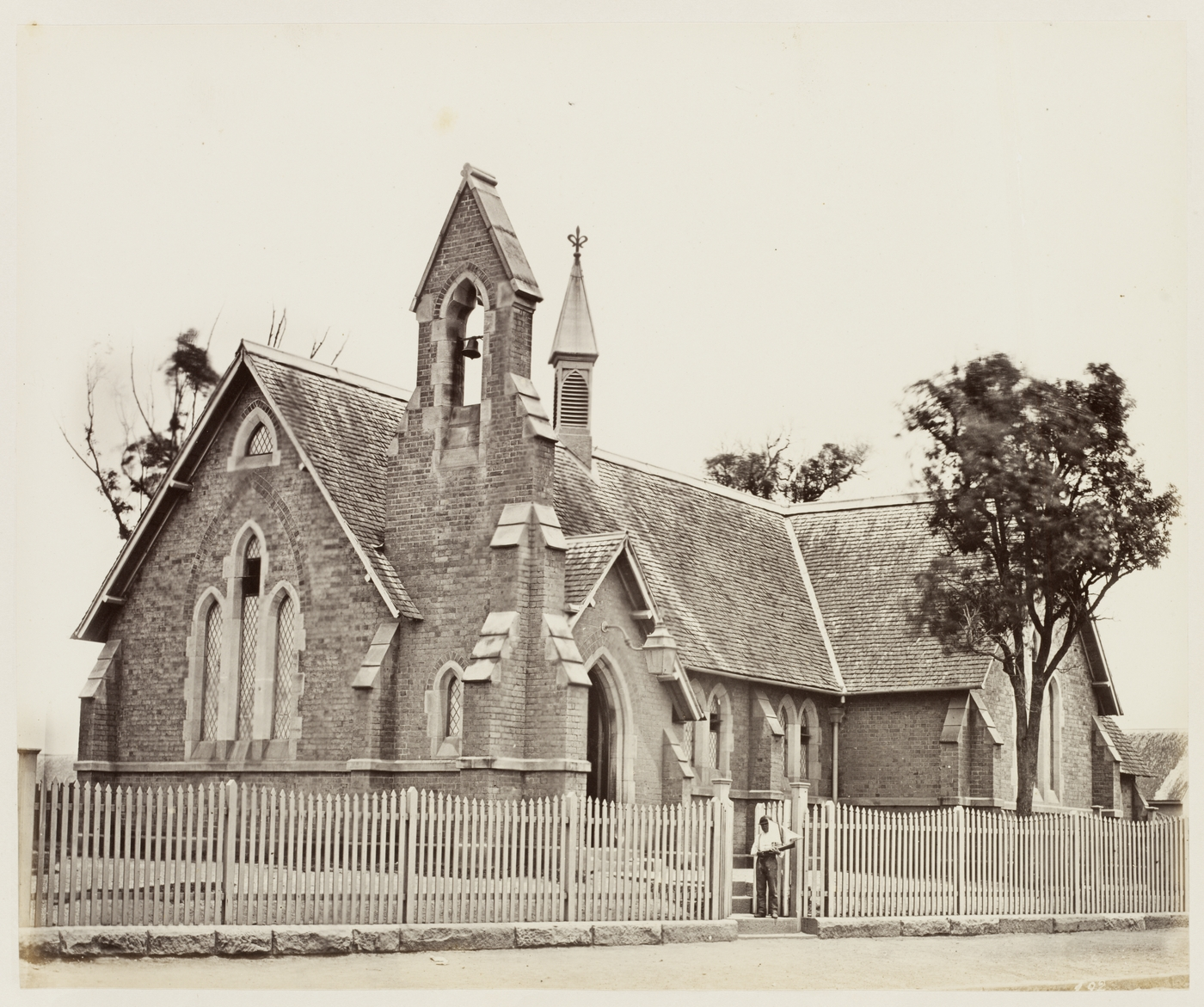
زنگ مدرسه قابل مشاهده در مدرسه سن جانز سیدنی استرالیا (1872)

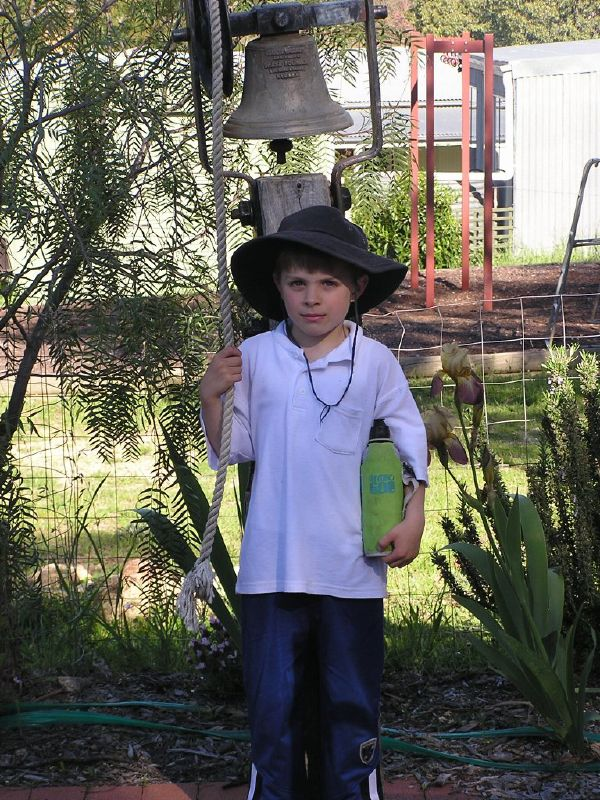
پسر دانش آموز در حال نواختن زنگ مدرسه

زنگ مدرسه نوعی زنگ یا ناقوس یا وسیله ای صوتی است که در مدرسه و محیط های آموزشگاهی برای اعلام شروع و پایان کلاسهای درسی مورد استفاده قرار می گیرد.
زنگ مدرسه در ابتدای یک روز یا شیفت کاری در آموزشگاه هم نواخته می‌شود و به معنای فراخوان برای تجمع و به صف شدن دانش آموزان یا آماده شدن آنها برای رفتن به سر کلاس خواهد بود.
زنگ مدرسه می‌تواند دستی و کوبه ای باشد یا این که یک زنگ الکتریکی (زنگ اخبار) باشد. ممکن است از پخش موسیقی یا صداهای خاص به جای زنگ استفاده شود.

## انتقاد
در اکتبر 2010  آکادمی مکی در استونهاون در  اسکاتلند با این ادعا که زنگ مدرسه موجب آشفته شدن دانش آموزان می‌شود برای توقف سنت زنگ زدن در مدرسه اقدام کرد.